# Clark Kent (Smallville)
Clark Kent è il protagonista della serie televisiva The WB/CW Smallville. Il personaggio di Clark Kent, creato inizialmente per i fumetti da Jerry Siegel e Joe Shuster nel 1938 come identità civile di Superman della DC Comics, è stato adattato per la televisione nel 2001 da Alfred Gough e Miles Millar. È la quarta versione del personaggio in una serie televisiva live action. Clark Kent è stato interpretato da Tom Welling, mentre diversi altri attori hanno impersonato il personaggio da bambino. È apparso in diverse opere letterarie basate su Smallville, ognuna delle quali è completamente indipendente rispetto agli episodi della serie televisiva. Al 2011, il Clark Kent di Smallville è apparso in diciotto romanzi young adult e diversi fumetti.
Nella serie, Clark Kent cerca di vivere la vita di un normale essere umano e lotta per mantenere il segreto della sua eredità aliena ai suoi amici. Durante le prime sette stagioni, ha una relazione a intermittenza con l'amica d'infanzia Lana Lang a causa della sua mancanza di onestà sul suo segreto, che alla fine lascia il posto alla relazione tradizionale con la collega del Daily Planet Lois Lane. A differenza delle precedenti incarnazioni del personaggio, questo Clark Kent è inizialmente il migliore amico di Lex Luthor, che conosce dopo avergli salvato la vita. L'amicizia tra i due alla fine degenera in odio. In Smallville, i poteri di Clark appaiono con lo svolgersi della serie, poiché non è a conoscenza di tutti sin dall'inizio; per esempio, la sua visione calorifica e il suo super soffio non si sviluppano rispettivamente fino alla seconda e alla sesta stagione.
Sviluppando la versione di Smallville di Clark Kent, i produttori hanno deciso di raccontare la «più profonda essenza» di Superman; è anche fallibile, il che permette al pubblico di vedere la sua umanità, ma che è anche «...genuinamente buono». Nella serie, è stato visto dalla critica, e sviluppato intenzionalmente dai registi, come una rappresentazione simbolica di Gesù Cristo. Tom Welling è stato candidato per diversi Teen Choice e Saturn Award per la sua rappresentazione di Clark Kent sin dalla prima stagione della serie.

## Biografia del personaggio
Clark Kent appare per la prima volta nell'episodio pilota di Smallville come un adolescente dotato di capacità sovrumane che usa per aiutare il prossimo. Clark è stato adottato da Jonathan (John Schneider) e Martha Kent (Annette O'Toole) da bambino, quando la sua navicella atterrò sulla Terra durante la pioggia di meteoriti di Smallville del 1989. Dodici anni dopo, mentre riflette dopo che il padre adottivo gli ha detto di essere un alieno, Clark salva la vita di Lex Luthor (Michael Rosenbaum), figlio del miliardario Lionel Luthor (John Glover), e i due diventano subito amici. Durante la prima stagione, Clark lotta con l'onere di mantenere i suoi poteri segreti a coloro che gli sono vicini. In particolare, è spaventato all'idea di aprirsi con Lana Lang (Kristin Kreuk) per la paura che lei possa rifiutarlo una volta scoperte le sue origini extraterrestri.
Nell'episodio La stele di Rosetta della seconda stagione, Clark viene a conoscenza della sua eredità kryptoniana, compresa la sua lingua madre, il suo nome di nascita (Kal-El) e il piano del suo padre naturale, Jor-El (Terence Stamp), che lo vede governare il mondo. Temendo di non essere in grado di controllare il proprio destino, Clark scappa a Metropolis con un anello fatto di kryptonite rossa che Chloe Sullivan (Allison Mack), la sua migliore amica, possedeva. Nel finale della seconda stagione, Clark si lascia alle spalle Lana, con la quale aveva iniziato a sviluppare una relazione romantica. Nella première della terza stagione, tre mesi dopo, Clark sta vivendo una vita criminale a Metropolis, ma alla fine viene portato a casa da Jonathan, che ha fatto un accordo con Jor-El che gli ha garantito temporaneamente dei poteri ma a patto che Jor-El possa prendere Clark in un secondo momento in futuro. Nel finale della terza stagione, una ragazza che si fa chiamare Kara arriva alla fattoria dei Kent e afferma di venire da Krypton. Dopo che Kara prevede che gli amici di Clark siano destinati a lasciarlo o a tradirlo, Clark decide di lasciare Smallville per sempre. Quando Jonathan tenta di intervenire, Jor-El minaccia di ucciderlo. Per salvare la vita di suo padre adottivo, Clark accetta di andare in fondo con la sua decisione di andarsene.
Nella première della quarta stagione, Clark ritorna a Smallville. Prima di tornare però, Clark è stato "riprogrammato" da Jor-El per cercare le tre pietre della conoscenza in modo da poter compiere il suo destino. Qui incontra Lois Lane (Erica Durance), che sta indagando sulla presunta morte di sua cugina, Chloe. Clark, con l'aiuto di sua madre, riacquista il controllo della sua mente e si rifiuta consapevolmente di cercare le pietre. Nel finale della quarta stagione, un "grande male" viene risvegliato nello spazio dopo che Clark sfida le istruzioni di Jor-El e non ottiene le tre pietre della conoscenza. Con una nuova pioggia di meteoriti che colpisce Smallville, Clark trova le pietre rimanenti e viene trasportato nell'Artico, dove le tre pietre creano la Fortezza della solitudine.
Nella première della quinta stagione, Clark interrompe il suo addestramento per tornare a Smallville, ma quando falisce nel tornare alla Fortezza prima del tramonto, viene privato dei suoi poteri dal padre biologico. Nell'episodio Minaccia atomica, Clark inizia una sincera relazione con Lana, ma viene ucciso cercando di salvare la città da un cittadino che sperava di uccidere tutti i "mostri da meteorite". Jor-El resuscita Clark, ma lo avvisa che qualcuno che ama avrebbe preso il suo posto. Da qui, Clark inizia a preoccuparsi di chi sarà sacrificato in cambio della sua vita. Nell'episodio La rivelazione, Lana viene uccisa. Non potendolo accettare, Clark torna indietro nel tempo per salvarla, ma questo causa la morte del suo padre adottivo per arresto cardiaco. Nel finale della quinta stagione, Clark combatte Brainiac (James Masters), un'intelligenza artificiale kryptoniana dalle sembianze umanoidi. Clark lo affronta per evitare che Brainiac possa liberare il criminale kryptoniano Zod dalla Zona fantasma. Clark fallisce, e viene imprigionato lui stesso nella Zona fantasma, mentre Zod fugge proponendosi di conquistare la Terra.
All'inizio della sesta stagione, Clark fugge dalla Zona fanasma, liberando inavvertitamente diversi priogioneri, e ritorna a Smallville, dove combatte e sconfigge Zod. Gli altri fuggitivi della Zona fantasma diventano l'obiettivo principale di Clark nel corso della sesta stagione. In questa stagione, Clark deve anche fare i conti con la relazione romantica che Lana ha con Lex, che culmina nel loro fidanzamento nell'episodio La promessa. Il finale di stagione rivela che l'ultimo fuggitivo della Zona fantasma è in realtà un esperimento genetico creato da scienziati kryptoniani. Il fuggitivo attacca Clark, clondando il suo DNA e divenendone il doppelgänger, Bizzarro. Nella première della settima stagione, Clark, insieme a John Jones (Phil Morris), sconfigge il suo doppelgänger. Col prosieguo della stagione, Clark scopre che una società segreta conosciuta come Veritas era a conoscenza del suo atterraggio a Smallville durante la prima pioggia di meteoriti e, inoltre, possiede un dispositivo che presumibilmente permette loro di controllarlo. Nel finale di stagione, Clark si confronta con Lex alla Fortezza della solitudine. Lex ha scoperto il segreto di Clark e possiede il dispositivo di Veritas, che usa, facendo crollare la Fortezza su di lui e Clark.
Nella première dell'ottava stagione, viene svelato che il dispositivo di Veritas non permette ad altri di controllare Clark, ma che invece lo priva dei suoi poteri. Vagando per il mondo con dei gangster russi, Clark viene infine trovato e salvato da Oliver Queen (Justin Hartley) e John Jones, con quest'ultimo che ripristina i poteri di Clark. Durante l'ottava stagione, Clark usa il suo nuovo lavoro al Daily Planet per accedere alle informazioni anticipatamente, che usa per fermare il crimine in città. Negli episodi successivi, Clark adotta il nome di "Macchia rossa e blu" come suo alias supereroistico. Verso la fine della stagione, Clark lotta con l'idea di dover uccidere Davis Bloome (Sam Witwer), un nuovo amico, dopo aver scoperto che Davis è in realtà Doomsday, una creatura geneticamente modificata creata dal generale Zod per uccidere Clark e distruggere la Terra. Nel finale di stagione, Clark trova un modo per separare la personalità di Davis da quella di Doomsday, seppellendo quest'ultimo un miglio sottoterra. Quando Davis uccide successivamente Jimmy Olsen (Aaron Ashmore), Clark decide che le sue emozioni umane gli hanno causato più problemi, poiché è stata la sua compassione per Davis che ha portato alla morte di Jimmy. Qui, giura che «Clark Kent è morto».
L'inizio della nona stagione svela che Clark ha iniziato il suo allenamento con Jor-El, dimostrato dal fatto che indossa il suo stemma di famiglia sul petto quando veste i panni da supereroe. Dopo aver realizzato che ci sono altri kryptoniani sulla Terra, privi di poteri e guidati da Zod (Callum Blue), Clark decide di aiutarli ad attarsi alla vita sulla Terra come esseri umani. Quando Zod viene sparato e ucciso, Clark usa il suo stesso sangue per riportarlo in vita, facendo riacquisire a Zod i suoi poteri kryptoniani. Zod permette anche agli altri kryptoniani di riacquisire i loro poteri, e li unisce per distruggere il mondo al fine di trasformarlo in un nuovo Krypton. In questa stagione, Lois e Clark iniziano una relazione romantica, mentre Lois assiste anche "la macchia" nei suoi sforzi eroici. Clark bacia Lois mentre veste i panni della "macchia" nel finale di stagione, rivelandole inconsapevolmente la verità. In seguito, convince i kryptoniani a lasciare la Terra per un nuovo pianeta disabitato. Clark poi sacrifica la propria vita per mandare Zod attraverso un portale, lontano dalla Terra.
La decima stagione inizia con Clark bloccato nell'aldilà, dove Jor-El lo informa che una grande forza oscura sta arrivando sulla Terra. Clark viene inconsapevolmente resuscitato da Lois, che ora è consapevole che lui è "la macchia". Jor-El informa Clark che non è pronto ad essere il vero salvatore della Terra, poiché Clark ha dei demoni interiori che deve prima sconfiggere. Nell'episodio La rimpatriata, Clark viene visitato da Brainiac 5, che mostra a Clark come il suo passato ha plasmato il suo presente e un giorno modellerà il suo futuro, mostrandogli anche una visione del sé futuro quando avrà abbracciato pienamente il suo destino. Nell'episodio Iside, Clark rivela il suo segreto a Lois per poi scoprire che lei era già a conoscenza della sua identità segreta. In un episodio successivo, Clark fa una proposta di matrimonio a Lois. Clark si rende conto che per essere l'eroe di cui il mondo ha bisogno, dovrà uscire dall'ombra e mostrarsi in pubblico. Di conseguenza, Clark prende la decisione di trasformare "Clark Kent" in un vero e proprio travestimento, scegliendo di indossare gli occhiali e di comportarsi in modo più timido e riservato quando è in abiti civili, affinché la macchia non debba nascondere la sua faccia al mondo. Nel finale della serie, la forza oscura, che si rivela essere Darkseid, arriva sulla Terra per schiavizzare tutta l'umanità. Qui Clark si rende conto che tutta la sua vita è stata una grande prova di Jor-El; abbracciando quindi il suo vero destino, la macchia salva la Terra dall'arrivo del pianeta Apokolips di Darkseid. La serie termina con una scena ambientata sette anni nel futuro, dove Clark e Lois sono finalmente sposati, e Clark ha abbracciato la sua nuova identità di "Superman".
«Quando è 'Clark rosso', è completamente consapevole delle conseguenze delle sue azioni in quel momento, ma non gli importa! Non gli importa cosa ti succede, e di certo non gli importa cosa succede a se stesso, perché probabilmente si rende conto che non può succedergli nulla. È sempre divertente essere così, anche nella vita reale, perché non ci è permesso essere così troppo spesso.»

— Tom Welling sugli effetti della kryptonite rossa su Clark.
Nel corso della serie, Clark ottiene e perfeziona nuove abilità, tra cui la vista a raggi X nella prima stagione, la vista calorifica nella seconda stagione e il super udito nella terza stagione. Clark volò ufficiosamente nella prèmiere della quarta stagione, quando fu riprogrammato come "Kal-El" dal suo padre biologico, ma dopo aver riacquisito la memoria ha dimenticato come poter usare l'abilità. Nella sesta stagione, Clark ha ottenuto il suo super soffio e nel finale della serie, Clark impara a volare. Clark scopre anche nuove vulnerabilità man mano che la serie progredisce, tra cui le "rocce meteoritiche verdi" o (kryptonite), che apprende possano indebolirlo e potenzialmente ucciderlo. Varie altre forme di kryptonite sono apparse col proseguire della serie, ognuna con un effetto diverso. La kryptonite rossa rimuove le inibizioni di Clark. La kryptonite nera separa la personalità kryptoniana di Clark da quella umana, scindendolo in due forme fisiche distinte, mentre la kryptonite blu lo spoglia di tutte le abilità sovrumane finché lui è a contatto con essa. Le stagioni successive hanno anche svelato che Clark può essere ferito anche da armi aliene e dalla magia.

## Concezione e sviluppo

### Interpretazione
Nell'ottobre 2000, i produttori Alfred Gough e Miles Millar iniziarono la loro ricerca per i tre ruoli principali e avevano direttori del casting in dieci diverse città alla ricerca di attori. Dopo mesi di ricerca, Tom Welling fu scelto per interpretare Clark Kent. Zachary Levi si presentò inizialmente per il ruolo di Clark Kent, ma gli è stato chiesto invece di fare un provino per il ruolo di Lex Luthor, un ruolo che Levi non ha ottenuto. Jensen Ackles, secondo classificato per il ruolo di Clark Kent, avrebbe poi interpretato Jason Teague come personaggio regolare nella quarta stagione.  Oltre a Welling, altri quattro attori hanno interpretato Clark da giovane/adolescente: Malkolm Alburquenque ha interpretato un Clark di tre anni nell'episodio pilota e nell'episodio Coincidenze della seconda stagione; Brandon Fonseca ha interpretato un giovane Clark nell'episodio Vendetta della quinta stagione, mentre nell'episodio Abisso dell'ottava stagione, il ruolo è stato interpretato da Jackson Warris. Inoltre, in una realtà alternativa nell'episodio Apocalisse della settima stagione, un Clark Kent adolescente è stato interpretato da Brett Dier.

## Altri media

### Fumetti
A seguito del successo della serie, è stata realizzata un'undicesima stagione a fumetti. In essa si racconta che sono passati sei mesi da quando Clark (ormai Superman) ha salvato il mondo dalla minaccia di Darkseid: finalmente è uscito allo scoperto e tutta la gente della Terra lo conosce come Superman; ha anche apportato delle modifiche al suo costume e rinforzato lo scudo con il simbolo della casa degli El con del piombo (in modo da essere protetto dai proiettili di kryptonite). Salva alcuni astronauti russi che vengono attaccati da una strana forma di energia: quando un astronauta chiede come potersi sdebitare, Superman dice che non ce n'è bisogno perché sta solo facendo il suo lavoro. Ora Clark vive con Lois nel loro appartamento a Metropolis e vorrebbe dire al mondo che è un alieno, ma Lois gli dice di aspettare vista la paura creata da Apokolips e tutto il terrore che Lex sta spargendo al riguardo. Clark, nascosto dietro i suoi occhiali e l'aria da imbranato, incontra proprio Lex, che a causa della neurotossina di Tess non ricorda niente della sua vita passata ma ha saputo tramite alcuni articoli che un tempo erano amici: quando Lex dice a Clark che non capisce come abbiano potuto essere più che semplici conoscenti, Clark risponde fugacemente che ciò è successo quando erano giovani e poi si precipita a salvare delle persone.

### Arrowverse
Nel settembre 2019 fu annunciato che Welling avrebbe ripreso il suo ruolo di Clark Kent nell'evento crossover del 2019 dell'Arrowverse, Crisi sulle Terre infinite. Durante il crossover, viene affrontato da Lex Luthor di Terra-38, che cerca di usare il "Libro del destino" per uccidere Superman in tutto il multiverso. Tuttavia, Lex non riesce a sottomettere questa versione di Clark con la kryptonite, poiché quest'ultimo rivela di aver da tempo rinunciato all'eroismo e ai suoi poteri per poter trascorrere del tempo con sua moglie Lois e le loro figlie. Nonostante Lex cerchi di combatterlo, Clark lo sconfigge facilmente, spingendo il primo ad andarsene e a proseguire con la sua campagna di uccisione di Superman nei restanti universi.

## Merchandise
DC Direct ha distribuito delle action figure su Clark Kent insieme a quelle di altri personaggi di Smallville. La prima serie di action figure è stata distribuita il 2 ottobre 2002 ed è stata modellata sull'apparizione di Clark nella prima stagione. La seconda serie è stata distribuita il 7 maggio 2008 ed è stata modellata sull'apparizione di Clark nell'episodio della sesta stagione La lega della giustizia.